# Wii Sports Club
『Wii Sports Club』（ウィー スポーツ クラブ）は、2013年10月30日に任天堂より配信開始されたWii U専用ゲームソフト。初回起動から24時間は無料でプレイ可能で、以降は24時間ビジターチケットまたは種目別会員パスを購入してプレイするという課金制度をとっている。2014年7月17日にはパッケージ版を発売した。

## 概要
『Wii Sports』のリメイク版で、Wiiリモコンプラス（Wiiモーションプラス）、HD、オンライン対戦に対応している。配信当初は「テニス」・「ボウリング」のみだが、同年12月19日は「ゴルフ」、2014年6月27日に「ベースボール」・「ボクシング」がそれぞれ追加配信された。
インターネット対戦は「だれでも」・「フレンドと」・「クラブをえらんで」から対戦相手を選択できる。試合中は定型文コメントまたは、Miiverseに登録済みの手書きメッセージ（不適切なコメントを運営側がチェックするため、1時間程度の待ち時間が必要）を表示できる。

### クラブ
都道府県（海外は州）毎にクラブがあり、プレイヤーは居住地に関わらず任意に所属クラブを選択可能（地域に属さないオープンクラブもある）。24時間以上経過すれば所属クラブの変更も可能。
クラブ内での対戦プレイのほか、クラブ毎の成績ランキングがある。

## 収録スポーツ
収録されているのはWii Sportsと同じ5種目である。前者同様、対戦相手に勝つと自分の熟練度が上がり、負けると下がる。また、今作では段位制を採用しており、熟練度がある程度上がると次の級・段位に昇格する。なお、降格することは一切ない。

### テニス
シングルマッチ、2ゲームマッチ、3ゲームマッチの3種類の勝利条件が選べる。シングルマッチでは先に7ポイント獲得した方の勝ちとなる。

#### トレーニング
リングとおし
もぐらぽこぽこ
あひるラン

### ボウリング
スタンダード
100ピンゲーム
かべよけ

#### トレーニング
スペアゲットプラス
トリックスロー
スリースロー

### ゴルフ
クラシックコース（『Wii Sports』に収録されていたもの）、レイクサイドコース（『ゴルフUSコース』をモチーフにしたもの）、リゾートコース（2014年3月14日追加、『Wii Sports Resort』に収録されていたもの）と3コース（各9ホール）をプレイできる。

#### トレーニング
10パット
アイアンビンゴ
ターゲットプラス

### ベースボール
全3イニングで勝負し、合計点を競う。攻撃の時はWiiリモコンプラスを、守備の時はWii U Gamepadを使用する。

#### トレーニング
ホームラン競争
ホームランを打ってその合計飛距離が得点となるモード。ただし、ホームランエリアへボールが入らない (ファールやヒットも) とミスとなる。5回ミスすると終了。
ウォールクラッシュ
ヒットを打って、打球で壁を壊し得点を稼ぐモード。壁の色で得点が異なり、紫色は100点、青色は50点、水色は20点となる。制限時間は90秒。高得点の壁やあるタイミングで壁を壊すと、残り時間が回復する。
ピッチでキャッチ

### ボクシング

#### トレーニング
プレートスマッシュ
うごくパンチングボール
あひる球よけ